# Carex albonigra

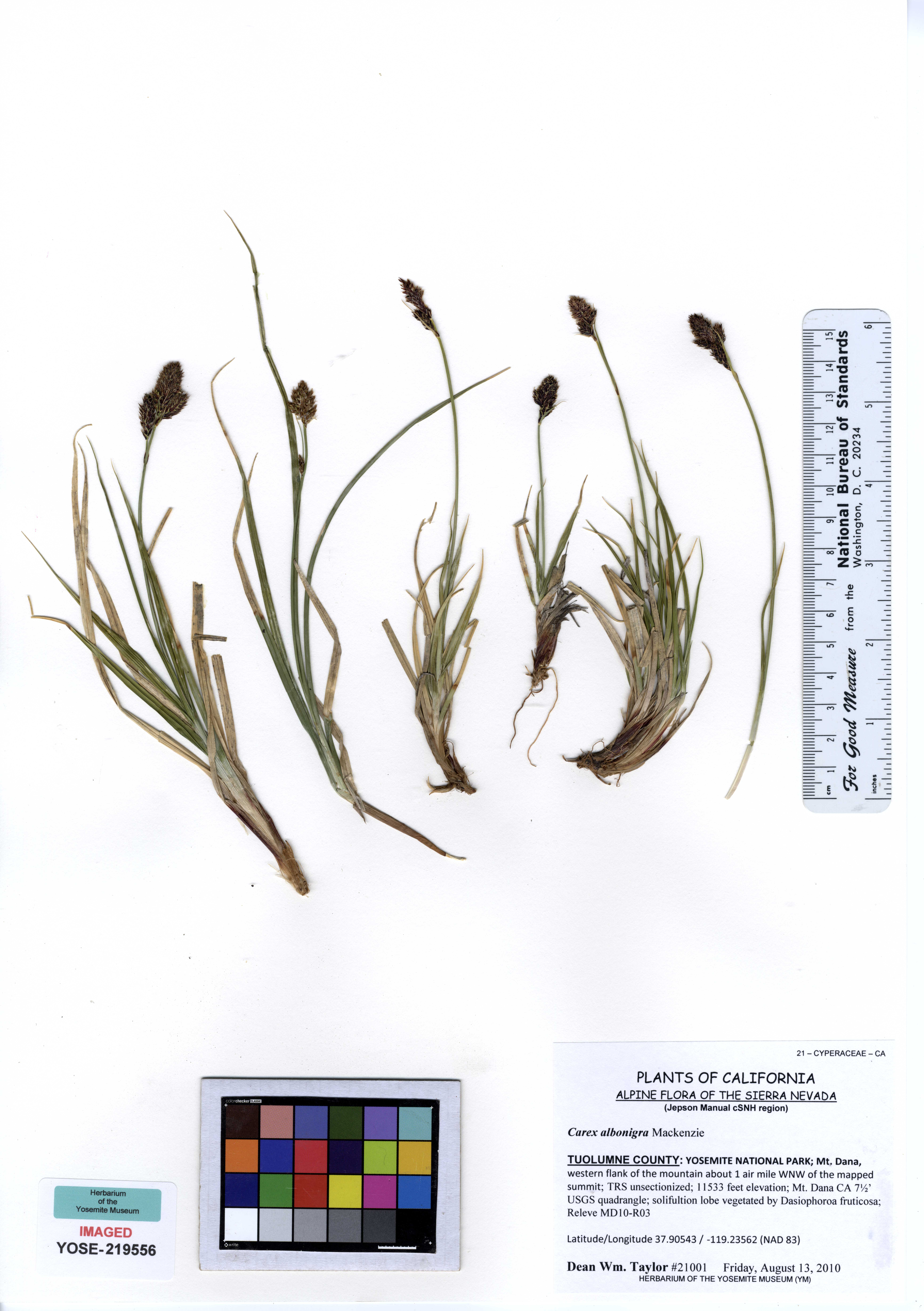
Vista de la planta

Carex albonigra L.H.Bailey es una especie de planta herbácea de la familia de las ciperáceas.

## Descripción
Esta planta herbácea forma un denso macizo que alcanza los 10 a 30 centímetros de altura con estrechas hojas de color gris-verde. La inflorescencia es un racimo esférico con la superposición de los picos. El fruto está recubierto en un saco llamado perogynium que es de color púrpura oscuro a marrón castaño y, a menudo, con la punta blanca.

## Distribución y hábitat
Es nativa de América del Norte occidental desde Alaska y la mayor parte del oeste de Canadá a California y Nuevo México, donde crece principalmente en lugares secos, rocosos de alta montaña a 3000–3900 m s. n. m. , como el hábitat de talud.

## Taxonomía
Carex albonigra fue descrita por Kenneth Kent Mackenzie y publicado en Flora of the Rocky Mountains 137, 1060. 1917.
Etimología
Ver: Carex
albonigra; epíteto latino que significa "blanca y negra".